# 조연우 (배우)
조연우(趙軟祐, 본명: 조종욱, 1971년 5월 30일 ~ )는 대한민국의 배우이다.

## 이력
그는 188cm의 큰 키에 혈액형은 O형이며, 2003년 SBS 대기획 《올인》을 통해 텔레비전 배우로 정식 데뷔하였다.

## 출연작

### TV 드라마
- 2003년 SBS 대기획 《올인》 ... 일본 야쿠자 역
- 2003년 KBS 2TV 아침드라마 《나는 이혼하지 않는다》 ... 이재영 역
- 2005년 SBS 주말극장 《하늘이시여》 ... 김청하 역
- 2005년 SBS 월화드라마 《불량 주부》 ... 지선우 역
- 2006년 SBS 월화드라마 《101번째 프러포즈》 ... 맞선남 역 (특별 출연)
- 2006년 KBS 2TV 수목미니시리즈 《투명인간 최장수》 ... 하준호 역
- 2006년 MBC 수목미니시리즈 《여우야 뭐하니》 ... 배희명 역
- 2007년 MBC 주말연속극 《문희》 ... 유진 역
- 2007년 MBC 창사46주년 특별기획드라마 《이산》 ... 정후겸 역
- 2009년 MBC 일일연속극 《밥 줘》 ... 유준희 역
- 2010년 KBS 2TV 단막극 《KBS 드라마 스페셜 - 끝내주는 커피》 ... 최창 역
- 2010년 MBC 아침드라마 《주홍글씨》 ... 이동주 역
- 2011년~2012년 MBC 특별기획 주말드라마 《애정만만세》4회 ... 박 원장 역 (특별 출연)
- 2011년 MBC 아침드라마 《위험한 여자》 ... 강동준 역 (특별 출연)
- 2011년 KBS 2TV 단막극 《KBS 드라마 스페셜 - 아내의 숨소리》 ... 이준희 역
- 2011년 JTBC 수목미니시리즈 《발효가족》5회 ... 한류 스타 차용빈 역 (특별 출연)
- 2011년 채널A 단막극 《해피앤드 101가지 부부이야기 - 내 아내의 아이》 ... 성욱 역
- 2012년 MBN 특별기획드라마 《사랑도 돈이 되나요》 ... 김선우 역
- 2012년 MBC 일일연속극 《그대 없인 못살아》 ... 김상도 역
- 2012년 JTBC 주말연속극 《무자식 상팔자》 ... 오현수 역 (특별출연)
- 2013년 MBC 주말연속극 《사랑해서 남주나》 ... 장윤철 역
- 2013년 SBS 월화드라마 《수상한 가정부》 ... 최부장 역
- 2013년 KBS 2TV 단막극 《KBS 드라마 스페셜 - 그렇고 그런 사이》 ... 김태수 역
- 2014년 KBS 2TV 금요드라마 《하이스쿨 러브온》 ... 황우진 역
- 2015년 SBS 아침연속극 《황홀한 이웃》 ... 최대경 역
- 2015년 MBC 월화드라마 《화려한 유혹》 ... 권준혁 역
- 2016년 SBS 아침연속극 《아임 쏘리 강남구》 ... 공천수 역

### 영화
- 2000년 《미인》 ... 카페 주인 역
- 2001년 《교도소 월드컵》 ... 몽쉘통통 역
- 2006년 《올드미스 다이어리 극장판》 ... 박 피디 역
- 2016년 《여자전쟁: 떠도는 눈》 ... 창우 역

### TV 프로그램
- 2010년 XTM 《럭키 스트라이크 300》
- 2010년 QTV 《비하인드 시즌 2》
- 2011년 MBC 《코이카의 꿈》
- 2013년 KBS1 《리얼체험 세상을 품다》
- 2016년 KBS2 《수상한 휴가》
- 2019년 KBS2 《무한리필 샐러드》
- 2020~2021년 KBS2 《재난탈출 생존왕》

### 뮤직비디오
- 1999년 젝스키스 - 예감

## 라디오
- 2016년 EBS FM 《EBS 책 읽는 라디오 낭독 시리즈》

## 홍보대사
- 2017년 《국제구호개발 NGO 굿피플》 나눔대사[2]

## 수상 및 후보
| 연도 | 시상식       | 부문                       | 작품             | 결과 |
| ---- | ------------ | -------------------------- | ---------------- | ---- |
| 2005 | SBS 연기대상 | 뉴스타상                   | 하늘이시여       | 수상 |
| 2012 | MBC 연기대상 | 연속극부문 남자 우수연기상 | 그대 없인 못살아 | 후보 |

## 참고
1. ↑  “탤런트 조연우 '나이 속였다' 털어놔 화제”. 스포츠경향. 2008년 10월 1일.
2. ↑  김태형. “[포토] 조연우, 굿피플 나눔대사”. 2022년 1월 20일에 확인함.